# Romanesca
La romanesca est une basse obstinée utilisée pour la danse, dans des compositions de variations et des airs aux XVIe et XVIIe siècles principalement, mais jusqu'au XIXe siècle. La romanesca est toujours pratiquée et très populaire, notamment au Mexique dans la musique traditionnelle.

## Thème
La Romanesca, avec sa progression descendante en quartes aboutissant à la tonique : III – VII – I – V – III – VII – I – V – I, est très proches du Passamezzo antico – qui ne varie que par le premier accord – ou de la Folia, deux basses contraintes parmi les plus populaires. Selon Galilei (Primo libro della prattica del contrapunto, 1588–91), la Romanesca est d'un caractère plus « excité » que le Passemezzo, qui est une pièce « tranquille ». En raison de caractère d'improvisation, la mélodie n'a pas été écrite. La basse et sa formule mélodique en dessous.

## Histoire

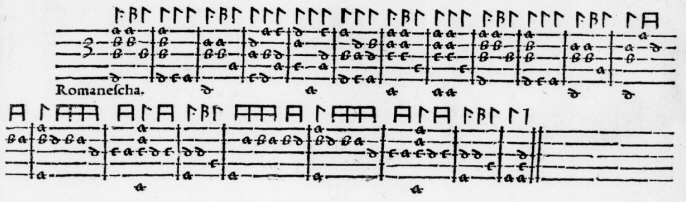
Romanesca (1546).

L'étymologie est obscure et incertaine. Bien que le nom suggère sa parenté avec Rome (romaneschæ), le terme apparaît d'abord en Espagne associé à l’incipit d'un villancico très populaire, Guárdame las vacas ou simplement Las Vacas. 
C'est le cas de la pièce Romanesca o Guárdame las vacas, contenue dans les Tres libros de musica en cifra para vihuela (1546) de Alonso Mudarra, rapprochement qu'on trouve déjà dans Los seys líbros del Delphín (1538) de Luys de Narváez, dans ses diferencias de Guárda me las vacas (sixième livre) pour la vihuela, mais sans mention à la Romanesca ; chez Valderrábano (Libro de música intitulado Silva de sirenas, 1547), Diego Pisador (Libro de musica de vihuela, 1552), Henestrosa (Libro de cifra nueva, 1557), Antonio de Cabezón (Obras de música, 1578) ; dans le Tratado de Glossa (1553) de Diego Ortiz, Ricercada VII, sobre tenores. Le théoricien Francisco de Salinas en donne une description précise dans son De musica (1577). Il cite deux déchants qui sont identiques, sauf leur rythme. Giuseppe Gerbino indique qu'il est probable que ces variations sont dues aux textes (Las Vacas et Bella Citella de la Maggiorana). Les musicologues ont débattu pendant de nombreuses années pour savoir si l'aria di romanesca était une basse en ostinato ou un déchant. Ce dernier tendrait à être confirmé par les théoriciens comme Salinas et Galilei, qui affirment que le soprano « fournit principalement l'air, même lorsque six ou huit autres chantent en harmonie ».
En Italie, à la fin du XVIe siècle, la Romanesca est très utilisée pour le luth, chez Antonio di Becchi (Libro primo d’intabolatura de leuto, 1568), Antonio Valente (Intavolatura de cimbalo, 1576) et dans d'autres manuscrits, notamment de Vincenzo Galilei et Cosimo Bottegari.
Au siècle suivant, l'ostinato apparaît chez les mélodistes, tels Francesca Caccini (1618), Antonio Cifra (1613, 1615, 1617, 1618), Giovanni Valentini (1621), Adriano Banchieri (1626), Giovanni Felice Sances, D'India (1609), et chez Monteverdi (Septième livre de madrigaux, quatre variations sur la romanesca, 1619). Les variations de Giulio Caccini (Le nuove musiche, 1602, 1614) et Stefano Landi (1620) « sont des exemples de variations très ornées, qui exigent du soliste  une grande virtuosité », au chitarrone, Kapsberger (1604), ainsi que pour le clavier, avec Ercole Pasquini, Mayone (1609), Biagio Marini (1620), Frescobaldi (1630), Michelangelo Rossi (1657), Storace (1664), Gregorio Strozzi (1687).
Le même dessin mélodique apparaît occasionnellement sous différents titres comme la Favorita, Fantinella, La gasparina, Ballo del fiore, La canella, La comadrina, La desperata, L'herba fresca, El poverin, Il todeschin (ou La todeschina), Tre damme alla francesa, La monella et El traditor ; en Angleterre, comme le fameux Greensleeves, Hewyn anf earth, Queen Marie’s Dompe (ou plus simplement Dompe ou Dump). Elle est  appelée Payssanos dans le codex de Santiago de Murcia (Mexico c. 1730), consacré à la guitare baroque – la mélodie, elle, étant issue d'une contredanse française, intitulée Les Manches Vertes (Feuillet, Recueil de contredanses, 1706). 
La romanesca (1839) intéresse encore Franz Liszt (S.252b / LW A14/2) au XIXe siècle.
La Romanesca apparaît aussi sous d'autres formes, telles gaillardes (Pierre Attaingnant), villancicos (Alonso Mudarra), cantus romanescus, pavana milanesa (Pietro Paolo Borrono).
Exemple : la première phrase des diferencias sobre Guárdame las Vacas de Luys de Narváez.

### Articles
- (en) G. Predota, Towards a Reconsideration of the Romanesca: Francesca Caccini’s Primo libro delle musiche and Contemporary Monodic Settings in the First Quarter of the Seventeenth Century, Recercare, v (1993), p. 87–113
- (en) D. Gagné, Monteverdi’s Ohimè dov’è il mio ben and the Romanesca, The Music Forum, vi (1987), p. 61–91